# Rio Cibin
O Rio Cibin é um rio da Romênia, afluente do Rio Olt, localizado no distrito de Sibiu.